# Cristiano Marques Gomes
Cristiano Marques Gomes (n. 3 iunie 1977, Guarulhos, São Paulo), sau simplu Cris, este un fotbalist de origine braziliană care a evoluat pentru clubul turc Galatasaray SK pe postul de fundaș central, iar in prezent este retras.

## Titluri
Brazilia
- Copa América (1): 2004

Corinthians
- Campeonato Paulista (3): 1995, 1997, 1999
- Campionatul Braziliei (1): 1998
- Copa do Brasil (1): 1995

Cruzeiro
- Campionatul Braziliei (1): 2003
- Campeonato Mineiro (1): 2004
- Cupa Braziliei (1): 2000, 2003

Franța
Lyon
- Ligue 1 (4): 2004–05, 2005–06, 2006–07, 2007–08
- Trophée des Champions (1): 2005
- Cupa Franței (1): 2008